# Vladimir Trifu
Vladimir Trifu (n. 1 martie 1932, Târgoviște) a fost un opozant al regimului comunist.

## Biografie
Vladimir Trifu s-a născut la 1 martie 1932 la Târgoviște. După absolvirea liceului s-a înscris la Facultatea de Științe Juridice a Universității București. A participat, când era student în anul I, la organizarea mișcărilor revendicative ale studenților din București în 1956 (vezi Mișcările studențești din București din 1956). A fost printre organizatorii manifestației care urma să aibă loc în Piața Universității în ziua de 5 noiembrie 1956. A fost arestat la 5 decembrie 1956 fiind anchetat de locotenent colonel Constantin Popescu, căpitan Gheorghe Enoiu, locotenent major Iosif Moldovan, locotenent major Vasile Dumitrescu, locotenent major Gheorghe Vasile, locotenent major Constantin Oprea și locotenent Nicolae Urucu. A fost judecat în lotul "Mitroi", iar prin sentința Nr. 534 din 19 aprilie 1957 a Tribunalului Militar București a fost achitat, fiind eliberat la 28 mai 1957. Și-a terminat studiile universitate și, după absolvire, a lucrat ca profesor la Școala generală de muzică și arte plastice din Târgoviște.